# Watts
Watts és una població dels Estats Units a l'estat d'Oklahoma. Segons el cens del 2000 tenia 316 habitants.

## Demografia
Segons el cens del 2000, Watts tenia 316 habitants, 103 habitatges, i 73 famílies. La densitat de població era de 329,8 habitants/km².
Dels 103 habitatges en un 36,9% hi vivien nens de menys de 18 anys, en un 58,3% hi vivien parelles casades, en un 9,7% dones solteres, i en un 28,2% no eren unitats familiars. En el 27,2% dels habitatges hi vivien persones soles el 14,6% de les quals corresponia a persones de 65 anys o més que vivien soles. El nombre mitjà de persones vivint en cada habitatge era de 2,76 i el nombre mitjà de persones que vivien en cada família era de 3,35.
Per edats la població es repartia de la següent manera: un 27,2% tenia menys de 18 anys, un 10,4% entre 18 i 24, un 28,5% entre 25 i 44, un 21,5% de 45 a 60 i un 12,3% 65 anys o més.
L'edat mediana era de 35 anys. Per cada 100 dones de 18 o més anys hi havia 94,9 homes.
La renda mediana per habitatge era de 26.417 $ i la renda mediana per família de 27.250 $. Els homes tenien una renda mediana de 25.543 $ mentre que les dones 18.393 $. La renda per capita de la població era de 9.356 $. Entorn del 9,6% de les famílies i el 19,7% de la població estaven per davall del llindar de pobresa.

## Poblacions més properes
El següent diagrama mostra les poblacions més properes.